# Parc Setterberg
Le parc Setterberg (finnois : Setterbergin puisto) ou parc des enfants (finnois : Lastenpuisto) est un parc au centre de Vaasa en Finlande.

## Présentation
Le parc Setterberg est un élégant parc en deux parties avec une aire de jeux dans la partie supérieure et au niveau inférieur, plus proche de la mer, se trouvent une fontaine et des répliques de sculptures helléniques.
Les sculptures ont été acquises en 1929 grâce à des fonds donnés par Vaasan Höyryleipomo Oy. Les sculptures sont Épéiste Borghèse, Mercure au repos, Garçon et oie, Vénus et ses épées et Apollo.
Carl Axel Setterberg a construit la maison Setterberg de style néogothique sur la parcelle bordant le parc Setterberg.